# Crotalairieae
Crotalairieae és una tribu de plantes angiospermes que pertany a la subfamília faboideae dins de la família de les fabàcies.

## Gèneres
- Aspalathus
- Bolusia
- Crotalaria
- Lebeckia
- Lotononis
- Pearsonia
- Rafnia
- Robynsiophyton
- Rothia
- Spartidium
- Wiborgia